# Rhythm Inside
„Rhythm Inside” – singiel belgijskiego piosenkarza Loïca Notteta napisany przez samego wykonawcę we współpracy z Luuka Coxa, Shameboya i Beverlo Jo Scott.
W marcu 2015 roku utwór został wybrany wewnętrznie przez lokalnego nadawcę publicznego RTBF na propozycję reprezentującą Belgię podczas 60. Konkursu Piosenki Eurowizji w 2015 roku. Premiera piosenki odbyła się podczas konferencji prasowej zorganizowanej przez telewizję specjalnie na tę okazję. 19 maja piosenka została zaprezentowana podczas pierwszego półfinału widowiska i zakwalifikowała się do sobotniego finału, w którym zajęła ostatecznie czwarte miejsce z 217 punktami, w tym maksymalnymi notami 12 punktów od Francji, Węgier i Holandii.
Jak przyznał sam Nottet, piosenka jest „zachwycająca i majestatyczna, (...) przypomina, że mechanizmy kierujące naszymi sercami są niezmienne. Jedynie nasze decyzje będą decydowały o tym, co pozostawimy po sobie na tym świecie. Nie walczmy ze sobą tylko po to, by dostosować się do rytmu kogoś innego, znajdźmy swój własny rytm...”.

## Lista utworów
- Digital download[8]

1. „Rhythm Inside” – 2:57

## Notowania i certyfikaty
| Lista przebojów (2015)                    | Najwyższa pozycja |
| ----------------------------------------- | ----------------- |
| Australia (ARIA)                          | 61                |
| Austria (Ö3 Austria Top 40)               | 2                 |
| Belgia (Ultratop Flandria)                | 1                 |
| Belgia (Ultratop Walonia)                 | 1                 |
| Finlandia (Latauslista)                   | 13                |
| Francja (SNEP)                            | 85                |
| Holandia (Dutch Top 100)                  | 26                |
| Irlandia (IRMA)                           | 83                |
| Islandia (Tonlist)                        | 12                |
| Litwa (M-1Top 40)                         | 2                 |
| Niemcy (Official German Charts)           | 21                |
| Rosja (2M)                                | 4                 |
| Szkocja (Official Charts Company)         | 38                |
| Szwajcaria (Schweizer Hitparade)          | 34                |
| Szwecja (Sverigetopplistan)               | 12                |
| Wielka Brytania (Official Charts Company) | 69                |

| Państwo      | Status          |
| ------------ | --------------- |
| Belgia (BEA) | platynowa płyta |

## Historia wydania
| Kraj              | Data          | Format           | Wytwórnia          | Źródło |
| ----------------- | ------------- | ---------------- | ------------------ | ------ |
| Belgia            | 10 marca 2015 | Digital download | Sony Music Belgium | [ 8 ]  |
| Stany Zjednoczone | 10 marca 2015 | Digital download | Sony Music Belgium | [ 26 ] |